# 伊藤沙菜
伊藤 沙菜（いとう さな 1989年8月16日 - ）は、北海道札幌市出身のローカルタレント、AonA（あおな）のメンバー、元フットサル選手。

## 略歴
アップフロントグループの社内カンパニーであるアップフロントエージェンシー社 札幌支社およびフットサルチーム・サッポロチェルビーズに所属していた。背番号3。
自称（将来の目標）「女版大泉洋さん」。合言葉は「チェイ!」。

## 人物
北海学園札幌高等学校出身。
「ミス北海道ウォーカー」2007準グランプリを受賞。
タレントの木村愛里と北海学園札幌高等学校時代の同級生であることを自身のブログで公表している。

## 出演

### テレビ
- What's New?+Cute（2006年4月 - 12月、2008年10月30日 - 2012年3月29日、札幌テレビ）
- タカアンドトシのどぉーだ!（2007年10月 - 2008年9月、北海道文化放送）
- 地球調査船アメディゾン（2008年12月17日、テレビ東京系列）
- 里田まいのふわふわmignon（2008年11月5日 - 2012年3月28日、北海道文化放送）
- ジョシスタ あいく的（2013年4月1日、札幌テレビ） - リポーター
- 遊びなDJサタデー（2011年4月7日 - 2013年3月30日、テレビ北海道）
- ぶらり♪お散歩カメラ（2012年6月 - 、ジェイコム札幌、J:COMチャンネルほか）
- 真夜中の保健室（2016年2月29日、日本テレビ）
- ブギウギ専務（2021年5月16日 - 30日、札幌テレビ）- お試し社員

### ラジオ
- 産地直送!カントリー娘。（STVラジオ） - ミニコーナー「チェルビーズの時間」不定期出演
- FUN'S AFTERNOON（NORTH WAVE） - 木村愛里の産休中の代理。
- スリーキャッツナイト2008（2008年7月13日 - 2008年9月、HBCラジオ）
- HBCミュージックナイター「フルカウント!」（2008年10月3日 - 2009年3月27日、HBCラジオ） - 金曜日パーソナリティー
- 伊藤沙菜の『ココロは童顔です。』（2009年4月5日 - 2012年4月1日、HBCラジオ）
- 女子会ラジオ（2012年4月8日 - 2013年3月31日、STVラジオ）
- さなみよアップステージ（2013年4月7日 - 2016年9月25日、HBCラジオ）
- Hello! to meet you!（2016年10月2日 - 2020年3月29日、HBCラジオ）
- 美麗！台湾（2021年10月 - 、NORTH WAVE）
- ドリカフェ〜Dreamers Cafe〜（2021年12月 - 2022年3月、NORTH WAVE）
- Attractive Hokkaido（2022年4月 - 、NORTH WAVE・bayfm）

### CM・広告
- 日北自動車工業
- paseoTUBE（パセオ公式YouTubeチャンネル） - MC

### ネット配信
- 伊藤沙菜の激熱!チェルビーズレポート!!（2007年6月 - 2008年3月、Dohhh UP!）